# 巴特伍德鎮區 (北卡羅萊納州哈利法克斯縣)
巴特伍德鎮區（英語：Butterwood Township）是位於美國北卡羅萊納州哈利法克斯縣的一個鎮區。

## 地方資料
巴特伍德鎮區的面積為81.06平方千米，皆為陸地。根據2020年美國人口普查的數據，當地共有人口959人，而人口密度為每平方千米11.83人。